# Peter Trunk
Peter Trunk (* 17. Mai 1936 in Frankfurt am Main; † 31. Dezember 1973 in New York) war ein deutscher Jazzmusiker (Bass, Bassgitarre, Cello), Komponist und Arrangeur.

## Leben und Wirken
Zunächst spielte er mit dem britischen Trompeter Stu Hamer und dem deutschen Pianisten Werner Giertz. Schon 1957 begleitete er amerikanische Jazz-Stars wie den Tenorsaxophonisten Zoot Sims und den Schlagzeuger Kenny Clarke, 1959 den nicht minder berühmten Tenorsaxophonisten Stan Getz und die niederländische Sängerin Rita Reys. Allgemein bekannt wurde er durch die frühen Bands von Albert Mangelsdorff, in dessen „Jazz-Ensemble des Hessischen Rundfunks“ er auch mitwirkte. In den frühen 1960er Jahren war er Hausbassist des Berliner Jazzlokals „Blue Note“ (seine Kollegen waren der niederländische Pianist Jan Huydts und der deutsche Schlagzeuger Joe Nay).
1966 nahm er an den Aufnahmen zur Filmmusik des Will-Tremper-Films Playgirl teil. Unter der Leitung von Peter Thomas sind auf dem auf einer Philips-LP veröffentlichten Soundtrack auch Klaus Doldinger (Saxophon), Ingfried Hoffmann (Hammond-Orgel) und Rafi Lüderitz (Schlagzeug) zu hören.
Später wirkte Trunk bei Klaus Doldinger mit und gehörte von 1967 bis 1971 zum Orchester Kurt Edelhagen in Köln. In den Jahren bis zu seinem Tod spielte er auch Free Jazz in der Tradition von Don Cherry und Ornette Coleman, z. B. im New Jazz Trio mit dem Trompeter Manfred Schoof und dem Schlagzeuger Cees See.
Sein Spiel auf dem Kontrabass zeichnete sich durch einen sonoren, vollen, runden Ton, melodische und rhythmische Präzision und eine Vielfalt an Ideen aus. Bemerkenswert sind auch sein Spiel auf dem E-Bass und dem Cello.
Im Frühjahr 1973 gründete Peter Trunk sein Oktett sincerely p.t. mit dem Blechsatz Manfred Schoof, Shake Keane und Jiggs Whigham, sowie der Rhythmusgruppe aus Jasper van’t Hof, Sigi Schwab, Peter Trunk, Joe Nay, Curt Cress. Er produzierte in Eigenregie die ersten Aufnahmen mit der neuen Formation. Bei der anschließenden Tournee ersetzte Udo Lindenberg den zu Doldingers Passport gewechselten Curt Cress. Unmittelbar vor der zweiten Tour starb er in der Silvesternacht 1973, als er in New York von einem Taxi angefahren wurde.
Trunk war von den späten 1950er Jahren bis 1973 einer der maßgeblichen Jazzmusiker in der europäischen Jazzszene.

## Beurteilungen und Widmungen
Der Produzent Siegfried Loch schrieb 1963 in den liner notes der LP/CD Trio Conception: „Peter Trunk ist einer der besten, wenn nicht der beste Bassist Europas.“ Der ungarisch-amerikanische Gitarrist Attila Zoller sagte 1964 über ihn: „Er ist so gut wie die besten Bassisten, die es heute in Amerika gibt.“ In der Sicht des Jazzproduzenten und -kritikers Joachim Ernst Berendt war Peter Trunk „der beste Bassist des deutschen Jazz. Das blieb er sein Leben lang.“ Der Pianist, Publizist und Musikredakteur Michael Naura hält ihn sogar für einen der größten Bassisten aller Zeiten: „Die großen Bassisten – ich denke da an Jimmy Blanton, Ray Brown, Scott LaFaro und Peter Trunk – waren und sind in erster Linie weniger Solisten, als integrierende Figuren, die Gefühle der Geborgenheit vermitteln.“ (jazz-toccata, S. 140)
1974 hat ein Bassworkshop In Memoriam Peter Trunk mit Harry Miller, Buschi Niebergall, Peter Kowald und Ali Haurand Peter Trunks gedacht. Albert Mangelsdorff hat ihm auf der Platte The Wide Point (1975; mit Palle Danielsson, b, und Elvin Jones, dr) ein musikalisches Denkmal gesetzt: „For Peter.“, ebenso Sigi Schwab mit seinem „Requiem for Peter Trunk“.

## Diskographie

### Aufnahmen unter eigenem Namen
- Peter Trunk Sincerely P. T. (1973, mit Joe Nay, Curt Cress, dr, Sigi Schwab, git, Jasper van’t Hof p, Manfred Schoof, Shake Keane tp, Jiggs Whigham tb)

### Aufnahmen unter seiner Mitwirkung (Auswahl)
- Wolfgang Lauth Quartett (mit Werner Pöhlert g; Joe Hackbarth, dr): Jazz und Alte Musik (1957)
- Albert Mangelsdorff und seine Frankfurt All Stars feat. Hans Koller (mit Rudi Sehring, dr): Rhein-Main-Jump (1958)
- Albert Mangelsdorff Jazztett (mit Rudi Sehring, dr): A Ball With Al (1958)[5]
- Albert Mangelsdorff und das Jazzensemble des Hessischen Rundfunks (mit Rudi Sehring, dr): Die Opa Hirchleitner Story (1958)
- Albert Mangelsdorff Jazztett (mit Rudi Sehring, dr): Modern Jazz (1958)
- Stan Getz with Kurt Edelhagen Orchestra (mit Ronnie Stephenson, dr): Stan Getz and the Big Band of Europe (1955, 1959 & 1977)
- Lucky Thompson (mit Kenny Clarke, dr): Lord, Lord, Am I Ever Gonna Know? (1961)
- Jan Huydts (mit Joe Nay, dr): Trio Conception (1963)
- Klaus Doldinger: Live At Blue Note, Berlin (1963)[6]
- George Gruntz (mit Klaus Weiss, dr): Jazz Goes Baroque (1964)
- Attila Zoller (mit Klaus Weiss, dr): Heinrich Heine: Lyrik und Jazz (1964)[7]
- Benny Bailey: Midnight in Europe (1964)
- Paul Nero (= Klaus Doldinger): Paul Nero's Blue Sounds (1965)
- Klaus Doldinger (mit Cees See, dr): Doldinger in Südamerika (1965)
- Ronnie Ross: Unforgettable Ronnie Ross (1965)
- George Gruntz (mit Daniel Humair, dr): Jazz Goes Baroque 2: The Music of Italy (1965)
- Dusko Goykovich (mit Cees See, dr): Swinging Macedonia (1966)
- Peter Thomas: Playgirl (1966)
- Ingfried Hoffmann (mit Rafi Lüderitz, dr): From Twen With Love (1966)
- Klaus Doldinger (mit Cees See, dr): Doldinger Goes On (1967)
- Oskar Gottlieb Blarr (mit Dai Bowen, dr): Dies Stunde deine Zeit (1967)
- Dusko Gojkovich (mit Ralf Hübner, dr): Jazz At The Opera, 1967
- Tete Montoliu (mit Tootie Heath, dr): Piano for Nuria (1968)[8]
- Ben Webster & Don Byas (mit Albert „Tootie“ Heath, dr): Ben Webster Meets Don Byas (1968)
- Volker Kriegel (mit Peter Baumeister, dr): With a Little Help from my Friends (1968)
- Peter Herbolzheimer (mit Tony Inzalaco, dr): My Kind Of Sunshine (1970/71)
- The New Jazz Trio (mit Cees See, dr): Page One (1970)
- New Jazz Trio (mit Manfred Schoof und Cees See, dr): Alternate Takes (1970)
- Volker Kriegel (mit Peter Baumeister, dr): Spectrum (1971)
- Bora Roković (mit Tony Inzalaco, dr): Ultra Native (1971)
- Kurt Edelhagen (mit Ronnie Stephenson, dr): Jazz-Pop (1972)
- Roland Kovac: Love That (1972)
- The New Jazz Trio (mit Manfred Schoof, Cees See, Manfred Niehaus, Johannes Fritsch u. a.): Page Two (1972)
- Tiger B. Smith (mit Curt Cress, dr):  We'Re the Tiger Bunch (1973)
- Klaus der Geiger (mit Curt Cress, dr): Arbeit macht frei (1973)
- Dusko Goykovich: Sketches Of Jugoslavia: A Balkan Jazz Suite (1973, enja)

## Fotos
- Peter Trunk mit Klaus Weiss, vermutlich in den frühen 1960er Jahren